# باشگاه فوتبال دریا کاسپین بابل
باشگاه فوتبال دریا کاسپین بابل یک باشگاه فوتبال در شهر بابل، ایران است. این باشگاه با خرید امتیاز باشگاه فوتبال رایکا بابل تأسیس شده است و در حال حاضر در لیگ دسته دوم فوتبال ایران حضور دارد.

## پیشینه
در دهه ۱۳۹۰ شمسی شهر بابل دو بار صاحب نماینده در رقابت‌های لیگ آزادگان شد. ابتدا خونه به خونه بابل (۱۳۹۲–۱۳۹۸) و سپس با انتقال امتیاز این تیم به رایکا بابل (۱۳۹۸–۱۴۰۱)، که به مدت ۹ سال نماینده شهر بابل در لیگ آزادگان بودند، تا اینکه در سال ۱۴۰۱ امتیاز تیم رایکا بابل به تیم دریا کاسپین بابل انتقال داده شد و از فصل (۰۲–۱۴۰۱) تیم دریای کاسپین بابل نماینده استان مازندران و شهر بابل در مسابقات لیگ آزادگان است.